# Florian Bodenschatz
Florian Bodenschatz (* 1. März 1989 in Stollberg/Erzgeb.) ist ein ehemaliger deutscher Radrennfahrer.

## Karriere
Florian Bodenschatz begann seine Karriere 2008 bei dem Continental Team Milram, dem Farmteam des deutschen ProTeams Milram. In der Saison 2010 fuhr er für das KED-Bianchi Team Berlin und belegte er den fünften Rang bei der fünften Etappe der Tour du Loir-et-Cher. Bei der Tour de Berlin gewann er mit seinem Team das Mannschaftszeitfahren.

## Erfolge
2010
- Mannschaftszeitfahren Tour de Berlin